# Chapeau de Gendarme (montagne)
Pour les articles homonymes, voir Chapeau de gendarme.
Le Chapeau de Gendarme, aussi appelé Le Lan, est un sommet des Alpes-de-Haute-Provence (France) situé sur l'ubac de la vallée de l'Ubaye.
La voie normale d'accès débute à Super-Sauze, au nord du sommet.
Le Chapeau de Gendarme surplombe les gorges du Bachelard. On y trouve fréquemment des bouquetins.